# 東洋療法学校協会
公益社団法人東洋療法学校協会（とうようりょうほうがっこうきょうかい）は、日本の社団法人の一つで鍼灸養成施設によって結成されている。日本鍼灸師会、全日本鍼灸マッサージ師会、全日本鍼灸学会とともに鍼灸医療推進研究会を結成している。

## 沿革
- 1956年（昭和31年） - 全国あん摩師、はり師、きゅう師、柔道整復師養成施設協会として創設
- 1970年（昭和45年） - 柔道整復師法が単独法として制定されたのに伴い、全国あん摩マッサージ指圧師、はり師、きゅう師養成施設協会に改称
- 1973年（昭和48年） - 大阪4校の鍼灸養成施設が日本東洋医学学校協会を独立結成
- 1979年（昭和54年） - 日本東洋医学学校協会と合併し全国東洋医学学校協会結成
- 1985年（昭和60年） - 社団法人化に伴い、現名称に改める

## 活動内容
あん摩マッサージ指圧、はり、きゅうの教育に関する調査研究の他に、鍼灸養成施設で使用する教科書、参考書等の教材の研究開発、学校教員の養成、研修その他資質の向上等を行っている。

## 会員

### 加盟校
- 鍼灸養成施設を参照。

### 賛助会員
- 全日本鍼灸学会
- 医歯薬出版
- 医道の日本社
- セイリン